# Babel TV
Babel-Romit TV è un'emittente televisiva terrestre italiana, visibile sul mux Televita (Lazio) alle LCN 244, 635 e 817.
Iniziò le trasmissioni l'8 novembre 2010 integrato nel bouquet satellitare Sky ma, dal 2014, trasmette solo su digitale terrestre.
Da fine luglio 2021 il canale torna a trasmettere i programmi della tv italo-rumena Romit Tv. Da dicembre 2023 grazie all'editore Emanuele Latagliata, Babel diventa una piattafomra HBBTV sempre sul canale 244 nazionale dove vengono diffusi in diretta alcune emittenti straniere tra cui Romit TV

## Storia

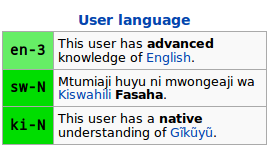
Logo di Babel TV usato in precedenza

Primo canale italiano dedicato agli immigrati, Babel si aggiudicò l'Hot Bird TV Award nel 2011 come miglior canale europeo nella sezione Culture/Education.
Tra le produzioni originali del canale figura un magazine quotidiano d'informazione sugli avvenimenti italiani disponibile in sei lingue (BABzine), un approfondimento dedicato agli sport, alla musica, alla cultura e alle tradizioni gastronomiche degli immigrati (BABzine CULT), un programma di approfondimento sulle leggi italiane (Un aiuto per tutti), documentari sull'immigrazione (Babel DOC) o sulle tv estere (Tutta la TV del Mondo); alle produzioni originali si aggiungono programmi dei principali Paesi di provenienza degli immigrati, sottotitolati in italiano.
La prima serata, dal lunedì al venerdì, è dedicata di volta in volta ad una precisa area geografica: il lunedì al Sud America, il martedì all'Europa, il mercoledì all'Asia, il giovedì all'Extra Europa e il venerdì all'Africa. Il 16 ottobre 2013 Babel si è trasferito dal canale 141 al 136.
La raccolta pubblicitaria del canale era affidata a Sky Pubblicità.
Babel ha chiuso la programmazione su Sky Italia il 31 marzo 2014.
Il 4 novembre 2014 ne è stato annunciato il ritorno sul digitale terrestre italiano al numero 244 nel mux Rete A 2, inizialmente previsto per il 1º febbraio 2015; in seguito non è più partito sul mux nazionale ma su alcuni mux locali.
Attualmente il canale trasmette in simultanea i programmi di Romit Tv, canale generalista dedicato alla comunità rumena in Italia.
Dal 9 aprile al 10 maggio 2020 è stato disponibile anche nel mux TIMB 2.
Il 10 luglio 2021 viene inserito nel mux Alpha sulla LCN 244 in modalità HbbTV.